# -50kgのシンデレラ
『-50kgのシンデレラ』（マイナス50キログラムのシンデレラ）は、漫画：紅月りと。、原作：望月いくによる漫画作品。原作はスターツ出版の小説投稿サイト「Berry's Cafe」で発表されたオンライン小説を2017年10月10日に書籍化した『溺あま御曹司は甘ふわ女子にご執心』。同社の電子コミック誌「comic Berry's」 Vol.36（2018年1月19日配信）からVol.128（2021年11月19日配信）まで連載された。累計140万部を突破。
2022年8月より動画配信サービス「Paravi」にてドラマ化され、同年10月から11月までTBSテレビで放送された。

## 書誌情報
- 紅月りと。（作画）/ 望月いく（原作）『-50kgのシンデレラ』スターツ出版〈Berry's COMICS〉、全6巻
  1. 2019年6月21日発売[8]、ISBN 978-4-8137-6020-7
  2. 2019年6月21日発売[8]、ISBN 978-4-8137-6021-4
  3. 2019年10月18日発売[9]、ISBN 978-4-8137-6028-3
  4. 2020年4月17日発売[10]、ISBN 978-4-8137-6039-9
  5. 2021年4月16日発売[11]、ISBN 978-4-8137-6061-0
  6. 2021年12月17日発売[12]、ISBN 978-4-8137-6085-6

## 漫画動画
2020年1月15日と18日から、YouTube上の野いちご・ベリーズカフェチャンネルにて、試し読みを目的として第1話に音声をつけた漫画動画が配信されている。その後も、音声なしの形で試し読みは第5話まで配信されている。
キャスト
- 佐伯陽芽 - 福積沙耶
- 富士崎宰 - 伊藤良幸
- 加奈子 - 森川あさひ

## テレビドラマ
2022年8月12日から9月23日にかけてParaviオリジナルドラマとして配信され、同年10月11日（10日深夜）から11月22日（21日深夜）にかけてTBSテレビの毎週火曜（月曜深夜）1時35分 - 2時5分枠にて放送された。犬飼貴丈と大原優乃のダブル主演。ダイエット前の陽芽は大原が特殊メイクとファットスーツ着用で対応した。

### キャスト
富⼠崎宰（ふじさき おさむ）
演 - 犬飼貴丈
佐伯陽芽（さえき ひめ）
演 - 大原優乃
宮野加奈⼦
演 - 谷まりあ
陽芽の高校時代からの親友。
⽥嶋凌介
演 - 綱啓永
陽芽の同期。
清水美和
演 - 南りほ
陽芽の入社時の教育係。
坂⼝陽平
演 - 青木瞭
陽芽の高校時代の同級生。

### スタッフ
- 原作 - 紅月りと。（漫画）/ 望月いく（原作）「-50kgのシンデレラ」（スターツ出版）
- 企画・プロデュース - 櫻井雄一（ソケット）
- 監督 - スミス、北畑龍一、吉田卓功
- 脚本 - 皐月彩
- 主題歌 - ちゃんみな「TOKYO 4AM」（WARNER MUSIC JAPAN）
- ダイエット監修 - 福澤見菜子（スワンクリニック）[5]、古川洋平[5]
- プロデューサー - 宮崎陽央（Paravi）、平岡紗哉（Paravi）、滝山直史（Paravi）
- 制作 - ソケット
- 製作著作 - Paravi

### 放送日程
| 各話   | 配信日         | 放送日                   | 監督     |
| ------ | -------------- | ------------------------ | -------- |
| 第1話  | 2022年 8月12日 | 10月11日（10日深夜）     | スミス   |
| 第2話  | 2022年 8月12日 | 10月18日（17日深夜）     | スミス   |
| 第3話  | 8月19日        | 10月25日（24日深夜）     | 吉田卓功 |
| 第4話  | 8月26日        | 11月01日（10月31日深夜） | 吉田卓功 |
| 第5話  | 9月02日        | 11月08日（7日深夜）      | 北畑龍一 |
| 第6話  | 9月09日        | 11月15日（14日深夜）     | 北畑龍一 |
| 第7話  | 9月16日        | 11月22日（21日深夜）     | スミス   |
| 最終話 | 9月23日        | 11月22日（21日深夜）     | スミス   |

- 11月22日は第7話・最終話を連続放送（1時35分 - 2時35分）[7]。